# Seznam pokémonů 7. generace
7. generace Pokémonů (Alola) obsahuje pokémony od čísla 722 do čísla 809 (86 pokémonů). Oblast je inspirována Havajem.

## Seznam
- Rowlet
- Dartrix
- Decidueye
- Litten
- Torracat
- Incineroar
- Popplio
- Brionne
- Primarina
- Pikipek
- Trumbeak
- Toucannon
- Yungoos
- Gumshoos
- Grubbin
- Charjabug
- Vikavolt
- Crabrawler
- Crabominable
- Oricorio
- Cutiefly
- Ribombee
- Rockruff
- Lycanroc
- Wishiwashi
- Mareanie
- Toxapex
- Mudbray
- Mudsdale
- Dewpider
- Araquanid
- Fomantis
- Lurantis
- Morelull
- Shiinotic
- Salandit
- Salazzle
- Stufful
- Bewear
- Bounsweet
- Steenee
- Tsareena
- Comfey
- Oranguru
- Passimian
- Wimpod
- Golisopod
- Sandygast
- Palossand
- Pyukumuku
- Type: Null
- Silvally
- Minior
- Komala
- Turtonator
- Togedemaru
- Mimikyu
- Bruxish
- Drampa
- Dhelmise
- Jangmo-o
- Hakamo-o
- Kommo-o
- Tapu Koko
- Tapu Lele
- Tapu Bulu
- Tapu Fini
- Cosmog
- Cosmoem
- Solgaleo
- Lunala
- Nihilego
- Buzzwole
- Pheromosa
- Xurkitree
- Celesteela
- Kartana
- Guzzlord
- Necrozma
- Magearna
- Marshadow
- Poipole
- Naganadel
- Stakataka
- Blacephalon
- Zeraora
- Meltan
- Melmetal